# 黒沢あゆみ
黒沢 あゆみ（くろさわ あゆみ、1973年9月30日-)は、日本の元AV女優である。
公式発表では1973年9月30日生まれとされたが、田原 久美名義で出した『ザ・エロトピア』の中で1972年生まれと発言している。東京都出身。T158/B82(70-B)/W58/H82（『ザ・エロトピア』ではB86(C)/W59/H90）。

## 略歴
1990年代前半に活動した。1991年、田原 久美名義で出した『ザ・エロトピア』が事実上のデビュー作とみられる。
黒沢 あゆみとしては1993年デビュー。

## 作品

### アダルトビデオ（オリジナル作品）
田原久美名義
- ザ・エロトピア （1991年10月11日、ディレクターズ）

小田由美名義
- 可愛さあまって犯せ100倍 （1991年10月27日、X）
- 不自由ヶ丘のお嬢さま 変態志願 （1991年11月29日、X）

黒沢あゆみ名義
- 新学園物語 PART 2 （1993年2月12日、シャイ）
- エロティックガール （1993年3月5日、シェール）
- 19歳・桃色遊戯 （1993年3月14日、バズーカ）
- スーパーランジェリー 5 （1993年4月11日、宇宙企画）
- 大人の選択 （1993年4月13日、シャイ）
- 君のメシベが刺激的 （1993年5月27日、シェール）
- セクシー・ボディーガード 腰つきの裏がわ （1993年6月14日、エイトマン）
- 慰み 麗奴あゆみ （1993年6月23日、シャイ）
- 監禁ランジェリークイーン 6 （1993年7月21日、シェール、輸出版は『Prisoner of Love』）
- 夢で逢いましょ♥ （1993年8月21日、KUKI SPECIAL）
- 女豹・あゆみ （1993年8月25日、KUKI）
- 蛭女（ヒルメ） （1993年9月29日、KUKI）
- プライベートWレッスン （1993年11月30日、KUKI）

### アダルトビデオ（編集作品）
- SHY VINTAGE No.11 KUROSAWA AYUMI （2003年10月24日、シャイ） 『新学園物語 PART 2』『大人の選択』収録のDVD